# Horodok (huyện)
Huyện Horodok (tiếng Ukraina: Городоцький район, chuyển tự: Horodoks'kyi raion) là một huyện của tỉnh Lviv thuộc Ukraina. Huyện Horodok có diện tích 726 km², dân số theo điều tra dân số ngày 5 tháng 12 năm 2001 là 74206 người với mật độ 102 người/km2. Trung tâm huyện nằm ở Horodok.